# 东市街道 (上饶市)
东市街道，是中华人民共和国江西省上饶市信州区下辖的一个乡镇级行政单位。

## 行政区划
东市街道下辖以下地区：
祝家巷社区、市府大院社区、中山路社区、三里亭社区、南门路社区、体育馆路社区、建新社区、沿城社区、北门村社区、五三小区一社区、五三小区二社区、施家山社区、现代城社区、大井头社区、金龙岗社区、箭道巷社区和东门新村社区。